# Cockermouth
Cockermouth ist eine Stadt und eine civil parish in der Unitary Authority Cumberland im Nordwesten Englands. Sie trägt ihren Namen aufgrund der Lage an der Mündung des Flusses River Cocker in den River Derwent. Im Jahr 2000 erhielt die Stadt den Europapreis.
Als historischer Teil Cumberlands liegt Cockermouth am Nordwestrand des Lake District. Diese Lage hat einen positiven Einfluss auf die Lebensbedingungen und den Charakter des Städtchens, ohne dass der Ort von Touristen überlaufen wird, wie es nach einer verbreiteten Meinung mit dem Nachbarort Keswick geschieht. Ein Großteil des architektonischen Stadtzentrums wurde seit dem 18. und 19. Jahrhundert kaum verändert.
Die Stadt hat weit zurückreichende Wurzeln, Römer, Wikinger und Normannen haben ihre Spuren in der Stadt und in den Namen umliegender Orte hinterlassen. Kurioserweise behauptet Cockermouth von sich, die erste britannische Stadt zu sein, in der elektrisches Licht eingerichtet wurde, was angeblich 1881 geschah. Bekannt ist der Ort dafür, der Geburtsort William Wordsworths und Dorothy Wordsworths sowie John Graystons und Fletcher Christians (einem der Rädelsführer der Meuterei auf der Bounty) zu sein. John Dalton, einer der Väter der Atomtheorie, wurde in Eaglesfield, einem Ort am Rand Cockermouths geboren. Das Geburtshaus William Wordsworths ist heute zu besichtigen.
Cockermouth war bis 1966 an die Eisenbahn angeschlossen und besaß auch einen Bahnhof. Die Strecke wurde stillgelegt und der Bahnhof wurde abgerissen. Heute befinden sich die Cockermouth Mountain Rescue Base und das Cumbria Fire Service Headquarters an der Stelle des Bahnhofs.
Die Stadt wurde wiederholt überflutet. Durch ungewöhnlich hohe Niederschläge im November 2009 führten sowohl der River Derwent, wie auch der Cocker sehr viel Wasser, was bei anhaltenden Niederschlägen dazu führte, dass beide Flüsse bei ihrem Aufeinandertreffen in Cockermouth über die Ufer traten und die Innenstadt von Cockermouth bis zu 2,5 m hoch unter Wasser stand. Dies war die bisher schwerste Flut, nachdem die Stadt im Jahr 2005 bereits einmal überflutet worden war. Es wurden danach Baumaßnahmen ergriffen um ein derartiges Ereignis in der Zukunft auszuschließen.

## Tourismus
Cockermouth liegt in der Nähe von Seen wie Ennerdale Water, Crummock Water, Loweswater und Bassenthwaite Lake am Rande des Lake District.
Ein weiterer Anziehungspunkte im Ort ist die große, aber teilweise zerstörte normannische Burg. Da sie noch immer bewohnt wird, wird sie der Öffentlichkeit nur einmal jährlich zugängig gemacht. Auch das Druckmuseum und das Wordsworth House ziehen Besucher an.
Cockermouth ist auch die Heimat der traditionellen Jenning's Brewery, die Besichtigungen und Fahrten auf einem Fuhrkarren anbietet. Im Kirkgate Centre werden internationale Musik, Theaterstücke und Filme offeriert und allsommerlich werden Konzerte und Vorstellungen organisiert.

## Städtepartnerschaft
- Marvejols, Frankreich

## Söhne und Töchter der Stadt
- Malcolm Wilson (* 1956), Rallyefahrer und -teameigner